# Mesothen meridensis
Mesothen meridensis är en fjärilsart som beskrevs av Rothschild 1911. Mesothen meridensis ingår i släktet Mesothen och familjen björnspinnare. Inga underarter finns listade i Catalogue of Life.